# Mielichhoferia japonica
Mielichhoferia japonica là một loài Rêu trong họ Bryaceae. Loài này được Besch. mô tả khoa học đầu tiên năm 1898.